# Diamant de xoc

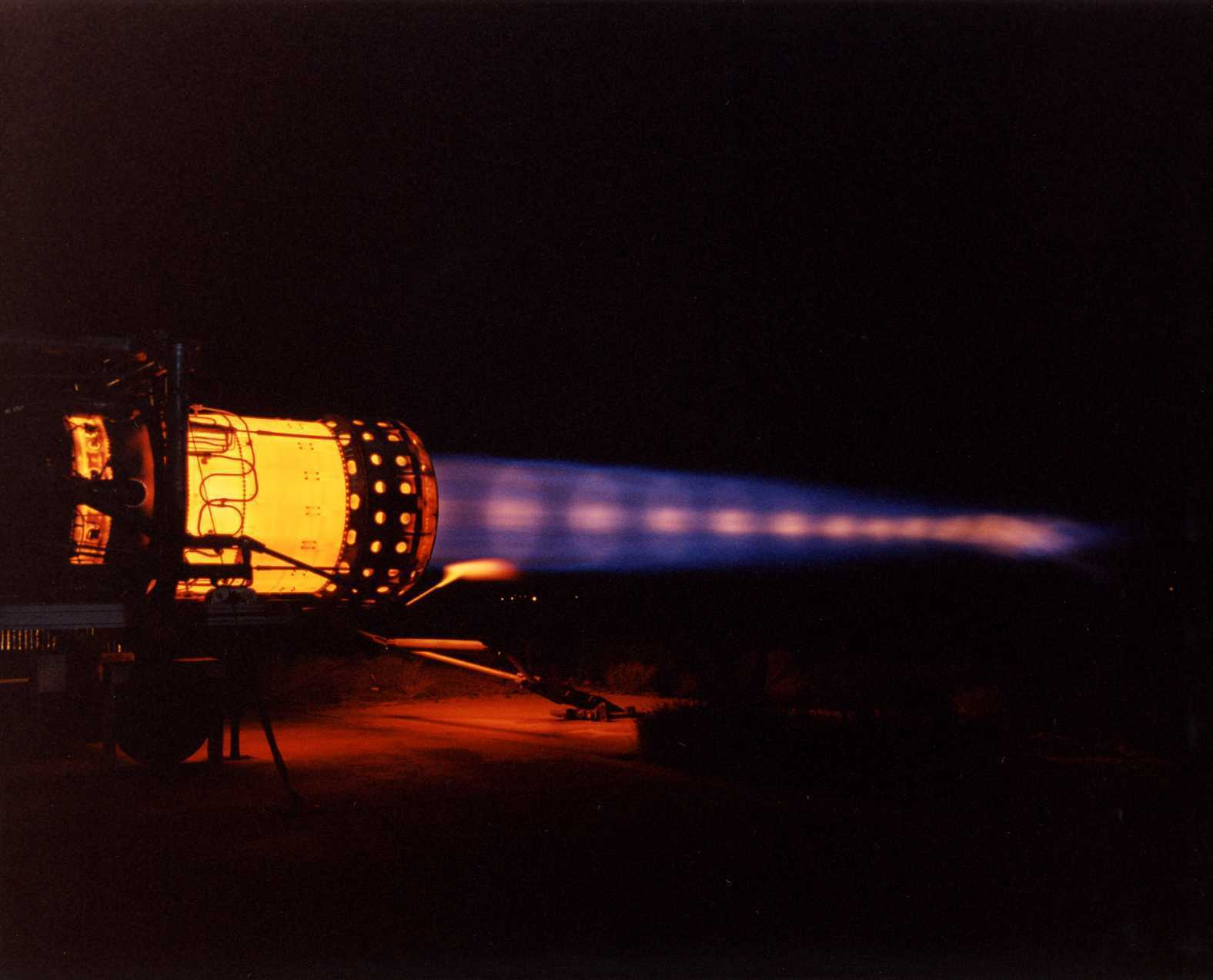
Diamants de xoc en un motor Pratt & Whitney J58 en un banc de proves amb postcombustió completa.

Els diamants de xoc (també coneguts com a diamants Mach, discos Mach o diamants dansaires) són una formació de patrons d'ones estacionàries que apareixen al plomall d'escapament d'un sistema de propulsió aeroespacial, com ara un motor de reacció supersònic, un coet, un estatoreactor o un scramjet en operació dins l'atmosfera.
Els diamants de xoc es formen quan el gas d'escapament supersònic d'una tovera és lleugerament sobreexpandit o subexpandit, és a dir, quan la pressió dels gasos expulsats de la tovera difereix de la pressió ambiental. Es forma un camp de flux complex quan l'ona de xoc és reflectida diverses vegades entre el límit del jet en fluid lliure i apareix un patró repetit visible en forma de diamants, que dona nom a aquest fenomen.